# Begonia furfuracea
Espèce
Statut de conservation UICN

 EN B2ab(iii) : En danger
Begonia furfuracea est une espèce de plantes de la famille des Begoniaceae.
L'espèce fait partie de la section Tetraphila.
Elle a été décrite en 1871 par Joseph Dalton Hooker.

## Répartition géographique
Cette espèce est originaire des pays suivants : Cameroun ; Guinée Équatoriale.